# 愚かな者の語ること
『愚かな者の語ること』（おろかなもののかたること）は、GRAPEVINEの12枚目のアルバムである。2013年4月24日にロッカールームより発売された。

## 概要
- 前作『Best of GRAPEVINE 1997-2012』より約7か月ぶり、フルアルバムとしては『真昼のストレンジランド』以来約2年3か月ぶりとなるリリース。フルアルバム間のインターバルとしては最長となった[1]。また、本作がポニーキャニオン在籍時代に発売された最後の作品となった。
- 田中によると、本作で唯一決めていたことは「タイトルをすべて日本語にすること」であったという[2]。結果としてタイトルには数字（「1977」）やカタカナ（「コヨーテ」）が使われたため、全て日本語では無くなったものの、バンドのアルバムでは初めて楽曲タイトルに英語が入らないアルバムとなった。
- タイトルの意味について田中は、本作が一つの言葉で語るのが難しかったため、「ソングス・オブ～」という形式のタイトルを思いつき、「ソングス・オブ・エクスペリエンス・アンド・フォーリーズ」にしたという[3]。直訳すると「経験と愚行の歌」になるが、それでは面白くないとのことから、田中が気の利いた訳を考えた結果、このタイトルになった[3]。
別のインタビューでは「今回のアルバムが短編集っぽい」ことや、「よくよく考えると、曲の中にまともな人が出てこないので、こういう感じかな」とも発言している[4]。
- 本作は『イデアの水槽』以来となる全曲セルフプロデュースとなっている[5]。アルバムの製作指揮は「誰も（仕切り役を）しないからしょうがなく（笑）」という理由から[6]西川が取っており[4]、本人曰く「次はこうしましょう、みたいな添乗員のような役割」を担っていたという[4]。
- 本作の録音は大きく2回に分けて行われている[2]。2012年末に「無心の歌」、「1977」、「なしくずしの愛」といった作品の顔となる楽曲を形にし、それを踏まえた上で年明けに新たな楽曲が書き加えられた[2]。亀井曰く、今回の作曲はかなり難航したとのこと[2]。
- アルバムのリリース発表時には、シングル曲のリリースに関するアナウンスは無かったものの、後に先行シングルとして「1977」のタワーレコード限定発売が発表された[7]。
- 本作は通常盤と初回限定盤の2種類でのリリースとなっている。初回盤には、2012年9月26日にNHKホールで行われた15周年記念ライブより10曲のライブ映像と、「1977」のレコーディング風景を捉えたスペシャル・ムービーが収録されたDVDが付いており[8]、ジャケットも「アナログ盤LPレコード・ジャケット仕様」となっている。このうち、15周年ライブの映像から「here」と「TIME IS ON YOUR BACK」の2曲が、YouTubeのバンド公式チャンネルで先行公開された。
- 2013年5月6日付のオリコンのアルバムチャートで、週間8位、デイリーランキングで3位にランクインした。

## 収録曲

### CD
1. 無心の歌
作詞：田中和将、作曲：亀井亨
2. 1977
作詞：田中和将、作曲：亀井亨
タワーレコード限定シングル。PVが製作されている。
3. コヨーテ
作詞：田中和将、作曲：GRAPEVINE
4. なしくずしの愛
作詞：田中和将、作曲：亀井亨
発売2か月前の2月22日より、YouTubeのバンド公式チャンネルにPVが先行公開されていた。
5. われら
作詞：田中和将、作曲：GRAPEVINE
元々は過去のアルバムのアウトトラックであり、最初はバンドサウンドでのアレンジだったという[3]。本作に収録されるにあたってエレクトロなアレンジに変更されている[3]。後半部分を先に録音し、あとから前半部分を録音するという変則的な順番でレコーディングが行われている[9]。
6. 迷信
作詞：田中和将、作曲：GRAPEVINE
曲中にAOR的な展開が施された楽曲[2]。
7. うわばみ
作詞：田中和将、作曲：亀井亨
曲中に効果音が導入されており、プリプロ中はメンバーが携帯電話のアプリで効果音を探していたという[6]。サポートメンバーの高野曰く、効果音の速さや長短に異常なこだわりを見せていたとのこと[6]。
8. 太陽と銃声
作詞：田中和将、作曲：西川弘剛
西川による楽曲は、「小宇宙」以来約4年ぶりとなる。
9. 片側一車線の夢
作詞：田中和将、作曲：亀井亨
カントリー調の楽曲であり、田中や西川も本作のインタビューで、ここまで明るい曲はあまりないかも知れないという旨の発言をしている[6][3]。
10. 虎を放つ
作詞：田中和将、作曲：亀井亨
亀井は、製作中で特に変わった曲として同曲を挙げている[6]。「最初はどうしたらいいかわからない状態でずっと悩んでた（亀井）」というが、サビの部分をツインボーカル的なアレンジにしたところから突破口が開けたといい、メロディや雰囲気も変えて成功した曲だと語っている[6]。

### DVD（初回盤限定）
- GRAPEVINE in concert：15th Anniversary live at NHK Hall

1. 光について
2. マダカレークッテナイデショー
3. アナザーワールド
4. CORE
5. here
6. TIME IS ON YOUR BACK
7. 会いにいく
8. エレウテリア
9. Everyman,everywhere
10. 鳩

- GRAPEVINE in studio：「1977」Recording Sessions